# سیارک ۱۷۱۳
سیارک ۱۷۱۳ (به انگلیسی: 1713 Bancilhon، نامگذاری:1951SC) هزار و هفتصد و سیزدهمین سیارک کشف شده‌است که در ۲۷ سپتامبر ۱۹۵۱ و در الجزیره کشف شد.
قدر مطلق سیارک برابر ۱۳٫۳۰ است.